# Мачкан боб
Мачкан боб (на испански: frijoles refritos, което в превод означава добре изпържен боб) е хранителен продукт от добре сварен и намачкан на пюре боб, което е традиционно ястие и гарнитура в мексиканската и Tex-Mex кухнята.

## Състав и подготовка
Съставките за това ястие са традиционният за Мексико шарен боб, но може да бъде приготвяно и с други сортове боб, като се използват също така черен или червен боб.
Суровите зърна се накисват за цяла нощ, след което се сваряват докато изври останалата течност, след което се намачкват в подходящ съд до приготвяне на пюре със специален инструмент (като за картофено пюре, но може да се мачка и с вилица или опакото на лъжица). Понякога може да се добави бульон от пиле или от зеленчуци, ако боба е прекалено сух. Пюрето традиционно се запържва с мас, обикновено в чугунено гърне или тиган, и се подправя на вкус със сол и подправки. За вегетарианците, свинската мас може да се замени с растително масло. Лук и чесън може да се сотира в олио, преди да се добави към боба.
След приготвянето на пюрето, към него може да се добавят сварени зърна млечна царевица.

## Употреба
В домашни условия мачканият боб обикновено се сервира като основно ястие, придружен от по-малки, по-силно ароматни ястия, но също така може да послужи като гарнитура, придружаваща основното ястие, или да се добави към друго национално ястие – мексиканската царевична питка Бурито.
В САЩ се приготвя най-често от шарен боб, и се добавя като гарнитура в много от мексиканските ресторанти. Също така е много популярен дип за чипс от царевична тортиля.